# Doina Cornea

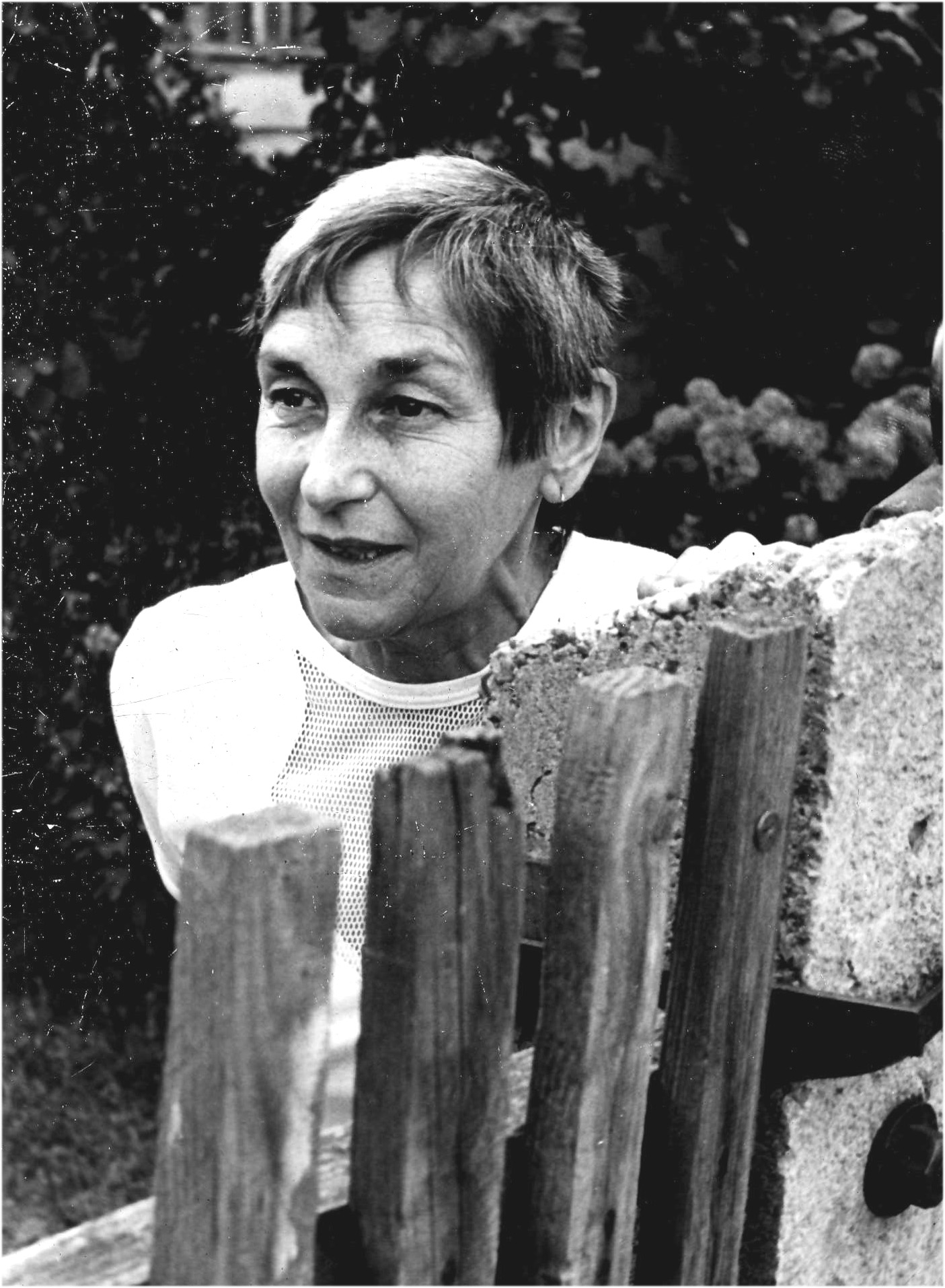
Doina Cornea

Doina Cornea (* 30. Mai 1929 in Brașov; † 4. Mai 2018 in Cluj-Napoca) war eine rumänische Menschenrechtlerin und Widerstandskämpferin gegen die kommunistische Diktatur in Rumänien.

## Leben
Doina Cornea arbeitete als Lehrerin für Französisch an der Babeș-Bolyai-Universität Cluj. 1980 veröffentlichte sie ihre erste Samisdat-Publikation: Încercarea Labirintului („Der Test des Labyrinths“), dem vier Samisdatübersetzungen aus dem Französischen folgten.
Zwischen 1982 und 1989 veröffentlichte Doina Cornea 31 Texte und Protestbriefe gegen das Ceaușescu-Regime, die sie illegal an Radio Free Europe übermittelte. Im Jahr 1983 wurde sie aus der Universität entlassen und von der Geheimpolizei Securitate verhört, geschlagen und mit dem Tode bedroht. Nach der Revolution von 1989 war sie für kurze Zeit Mitglied im Rat der Front zur Nationalen Rettung.
1989 wurde sie mit dem Thorolf-Rafto-Gedenkpreis geehrt und 1993 zur ersten Ehrenbürgerin von Timișoara ernannt.